# پیرمرد (شاعر)
توفیق محمود حمزه یا توفیق محمود همزه ملقب به پیرمرد (به کردی : پیرەمێرد) و حاجی توفیق‌بیگ (زادهٔ ۱۸۶۷ - درگذشتهٔ ۱۹۵۰) شاعر، نویسنده، و روزنامه‌نگار اهل سلیمانیه در کردستان عراق بود که به کردی و فارسی شعر می‌سرود. اشعار پیرمرد در ترانه‌ نوروز و یالله شوفر که توسط حسن زیرک خوانده شده دیده می‌شود.
او در سلیمانیه و بانه به تحصیل پرداخت و سپس برای تحصیل به استانبول رفت و در سال ۱۹۲۶ سردبیر روزنامهٔ کردی «ژین» شد.